# Abenakiíte-(Ce)
A abenakiite-(Ce) é um mineral de sódio, cério, neodímio, lantânio, praseodímio, tório, samário, oxigénio, enxofre, carbono, fósforo e silício.
A sua fórmula química é Na26(Ce,Nd,La,Pr,Th,Sm)6-[O|SO2|(CO3)6|(PO4)6|Si6O18].
A sua designação advém do nome Abenaki, uma tribo algonquina da Nova Inglaterra. A sua dureza é de 4 a 5.